# Pietà (Ammerschwihr)

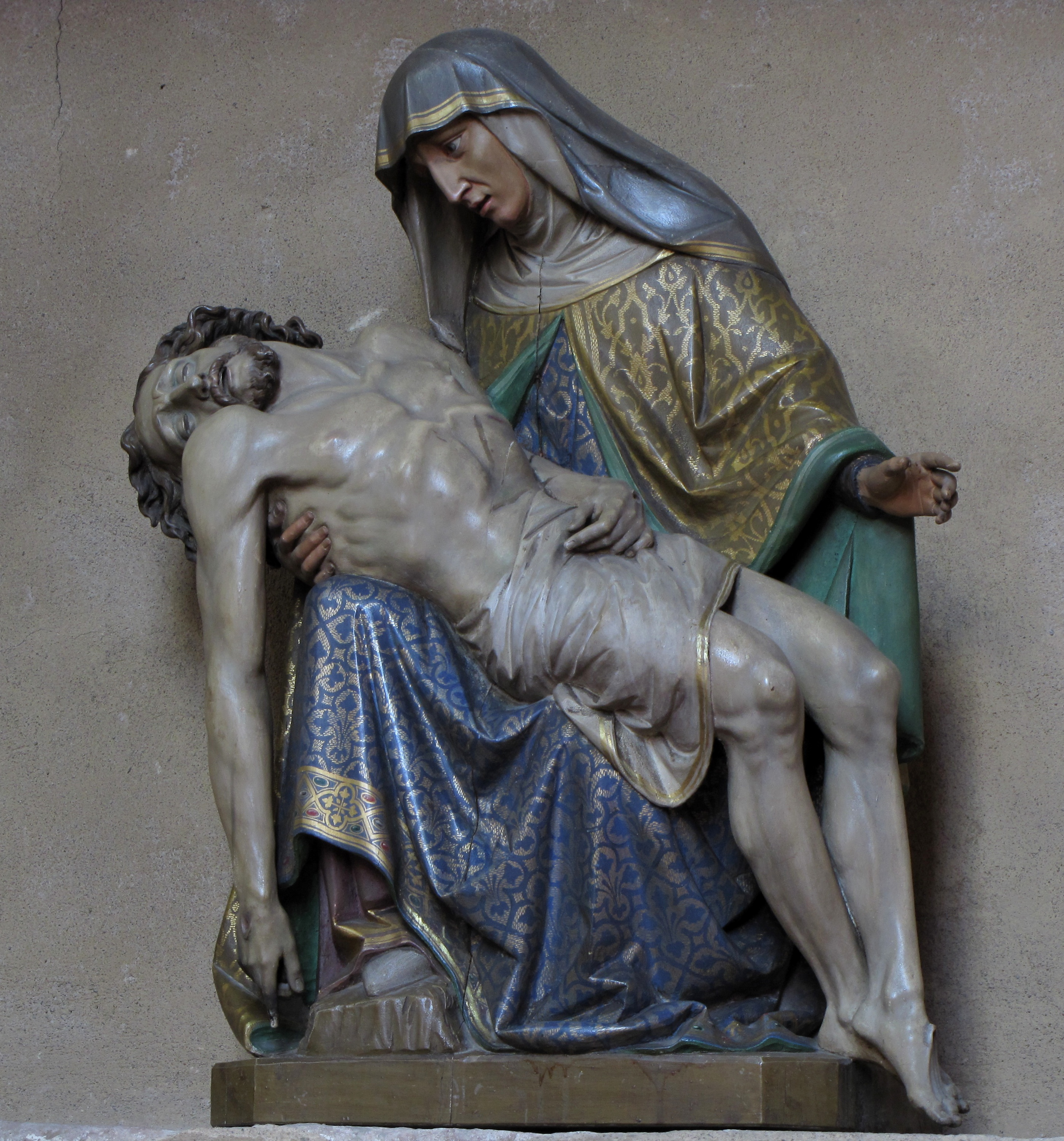
Pietà in Ammerschwihr

Die Skulptur Pietà in der katholischen Kirche St-Martin in Ammerschwihr, einer französischen Gemeinde im Département Haut-Rhin der Region Grand Est, wurde im 18. Jahrhundert geschaffen. Im Jahr 1982 wurde die barocke Pietà als Monument historique in die Liste der denkmalgeschützten Objekte (Base Palissy) in Frankreich aufgenommen.
Die farbig gefasste und vergoldete Pietà aus Holz ist 1,10 Meter hoch. Sie zeigt Maria mit dem Leichnam Jesu auf den Knien, dessen rechter Arm senkrecht zum Boden fällt. Maria ist leicht nach vorne gebeugt, sie trägt ein langes und weites Kleid mit vielen Falten und einen Schleier auf dem Kopf, der weit über ihren Rücken fällt.